# Chauliodus barbatus
A Chauliodus barbatus a csontos halak (Osteichthyes) főosztályának sugarasúszójú halak (Actinopterygii) osztályába, ezen belül a nagyszájúhal-alakúak (Stomiiformes) rendjébe és a mélytengeri viperahalfélék (Stomiidae) családjába tartozó faj.

## Előfordulása
A Chauliodus barbatus elterjedési területe a Csendes-óceán délkeleti része, Chile vizeiben.

## Megjelenése
Hossza elérheti a 20 centimétert.

## Életmódja
A Chauliodus barbatus mélytengeri halfaj. A típuspéldányt, 2071-2198 méteres mélységből fogták ki.